# Partia Praworządnej Ofensywy
Partia Praworządnej Ofensywy (niem. Partei Rechtsstaatlicher Offensive) – niewielka niemiecka partia polityczna, istniejąca w latach 2000–2007.
Założył ją w czerwcu 2000 roku Ronald Schill, sędzia z Hamburga. Od jego nazwiska partia w latach 2000–2003 używała powszechnie nieoficjalnej nazwy Schill-Partei. Miała ona prawicowo-populistyczne oblicze.
W hamburskich wyborach lokalnych 23 września 2001 partia uzyskała trzeci wynik, 19,4% głosów (25 miejsc) i weszła w koalicję z CDU i FDP. Sojusz ten rozpadł się jednak w 2003 roku z powodu oskarżenia o wymuszenia, jakie burmistrz Hamburga, Ole von Beust wysunął pod adresem Schilla.
W październiku 2003 z partii wydalono Schilla. Z tego powodu w wyborach lokalnych (pod przywództwem Mario Mettbacha) w Hamburgu zdobyła tylko 0,4% głosów i nie otrzymała ani jednego mandatu. Po tych wyborach część członków (z Mettbachem na czele) przeszła do CDU. Ci, którzy pozostali, zmienili skrót partii na Offensive D i wybrali nowego przewodniczącego. Został nim Markus Wagner. 29 września 2007 partia została rozwiązana.